# Copshop
Copshop ist ein US-amerikanischer Spielfilm aus dem Jahr 2021 unter der Regie von Joe Carnahan, der gemeinsam mit Kurt McLeod das Drehbuch schrieb. Der Thriller handelt von einem Polizeirevier in einer amerikanischen Kleinstadt, welches durch seine kriminellen Insassen zu einem Kriegsgebiet wird. Der Film hat eine Laufzeit von 1 Std. 47 Min.
Der Film startete in den USA am 17. September 2021 in den Kinos. In Deutschland wurde er am 14. Januar 2022 über den Streamingdienst Netflix veröffentlicht.

## Handlung
Zu Beginn des Filmes werden die Polizistin Valerie Young und ihr Partner zu einer großen Schlägerei vor einem Casino gerufen. Bei dem Versuch, die Lage zu schlichten, wird Valerie jedoch vom Auftragsmörder Teddy Murretto mit einem Faustschlag niedergeschreckt, da dieser verhaftet werden will, um vor seinen Verfolgern sicher zu sein. Er wird in eine Zelle auf dem städtischen Polizeirevier gesteckt, jedoch ist er selbst dort nicht sicher, da der sich in der Nachbarzelle befindliche, augenscheinlich betrunkene Insasse sich als der Profikiller Bob Viddick herausstellt.
Mithilfe eines falschen Alarmes versucht dieser auszubrechen und Murretto zu töten, diesen Plan vereitelt Young und Viddick wird in seiner Zelle gefesselt. Young, welche entschlossen ist, die Wahrheit herauszufinden, bringt Murretto schließlich dazu, seine Geschichte zu erzählen: Er arbeitete für einen Casinoboss aus Nevada und versuchte, den Generalstaatsanwalt William Fenton zu bestechen. Als Fenton nicht kooperierte und brutal ermordet wurde, stellte sich heraus, dass er seine Gespräche mit Murretto aufgezeichnet hatte. Um seine eigene Haut zu retten, erklärte sich Murretto bereit, mit dem FBI zusammenzuarbeiten, was den Mafiaboss dazu veranlasste, Auftragskiller auf ihn anzusetzen.
Während Young die Wahrheit über Murretto erfährt, stürmt ein weiterer Auftragsmörder namens Anthony Lamb das Polizeipräsidium und tötet mithilfe eines korrupten Cops fast alle Polizisten auf dem Revier. Young kann sich gerade so hinter einer schusssicheren und codegesicherten Tür des Zellenblocks in Sicherheit bringen, wird jedoch dabei durch einen Querschläger ihrer eigenen Waffe angeschossen. In der Not und unfähig selbst zu kämpfen, lässt Young Murretto frei, da dieser verspricht mit einem Medizinkoffer zurückkommen.
Wenig später überzeugt auch Viddick die Polizistin, ihn freizulassen. Es kommt zum Showdown im Untergeschoss des Polizeipräsidiums, aus welchem Murretto als Sieger hervorgeht und es augenscheinlich schafft, Lamb, Viddick und den korrupten Polizisten zu töten. Doch anstatt Young zur Hilfe zu kommen, übergießt er den ganzen Raum mit Benzin und zündet ihn an. Gerade als Murretto gehen will, trifft er auf Young, die inzwischen aus dem Keller entkommen ist und sich um ihre Schusswunde gekümmert hat. Sie droht ihn wieder in seine Zelle zu stecken, aber Murretto tritt eine Benzinflasche in ihre Richtung und schießt auf diese, wodurch das ganze Präsidium in Brand gerät. Young liefert sich ein heftiges Feuergefecht mit Murretto und will ihn schließlich erschießen, als eine andere korrupte Polizistin, Detektive Deena Schier, welche im Fall Fenton ermittelte und auch für den Casinoboss arbeitet, auftaucht und auf Young schießt. Deena wird daraufhin von Viddick erschossen, der den Kampf im Keller doch überlebt hatte und dann auch Murretto erschießt, um seinen Auftrag zu erfüllen. Viddick bringt Young draußen in Sicherheit und flüchtet dann in einem Polizeiauto.
Während Young im Krankenwagen versorgt wird, erhält sie den Funkspruch über das gestohlene Polizeiauto. Trotz ihrer Verletzungen wirft sie die Sanitäter aus dem Krankenwagen und nimmt die Verfolgung auf.

## Besetzung und Synchronisation
Copshop wurde bei der TV+Synchron in Berlin unter der Dialogregie von Dirk Müller synchronisiert, der auch das Dialogbuch schrieb.
| Figur                  | Darsteller              | Deutscher Sprecher   |
| ---------------------- | ----------------------- | -------------------- |
| Bob Viddick            | Gerard Butler           | Tobias Kluckert      |
| Teddy Murretto         | Frank Grillo            | Johannes Berenz      |
| Valerie Young          | Alexis Louder           | Giovanna Winterfeldt |
| Anthony Lamb           | Tobey Huss              | Peter Flechtner      |
| Duane Mitchell         | Chad L. Coleman         | Tino Kießling        |
| Officer Huber          | Ryan O’ Nan             | Peter Lontzek        |
| Officer Pena           | Jose Pablo Cantillo     | Sven Fechner         |
| Officer Barnes         | Kaiwi Lyman             | Dennis Sandmann      |
| Officer Kimball        | Robert Walker Branchaud | Gerrit Hamann        |
| Detective Deena Schier | Tracey Bonner           | Sabine Walkenbach    |
| Trooper Faulkner       | Keith Jardine           | Sven Brieger         |

## Kritik
Das Lexikon des internationalen Films vergibt drei von fünf möglichen Sternen und urteilt: „Ein Cop-Thriller als Hommage aufs 1970er-Genrekino à la ‚Assault – Anschlag bei Nacht‘, der seine schlichte Story sowohl visuell als auch in der Figurenzeichnung mit viel Stilgefühl und bei aller Härte mit einer guten Portion spielerischen Witzes umsetzt.“